# Белый Лесок (Пружанский район)
Белый Лесок (бел. Бе́лы Лясо́к) — деревня в Пружанском районе Брестской области Беларуси. Входит в состав Шерешевского сельсовета. Находится в 35 км к северо-западу от Пружан, за 45 км от железнодорожной станции Оранчицы на линии Барановичи — Брест . Население — 75 человек (2019).

## Название
По предположению пружанского историка и краеведа Веры Тереховой, название деревни может означать «небольшой берёзовый лесок».

## Население
- 1959 — ▼168 жителей.
- 1970 — ▲210 жителей.
- 2005 — ▼147 жителей, 61 двор.
- 2019 — ▼75 жителей[1].

## Туристическая информация
- Деревня находится на самом краю Беловежской пущи, в 15 км от пограничного перехода между Беларусью и Польшей.
- Усадьба «У царского тракта».